# Rosemåling

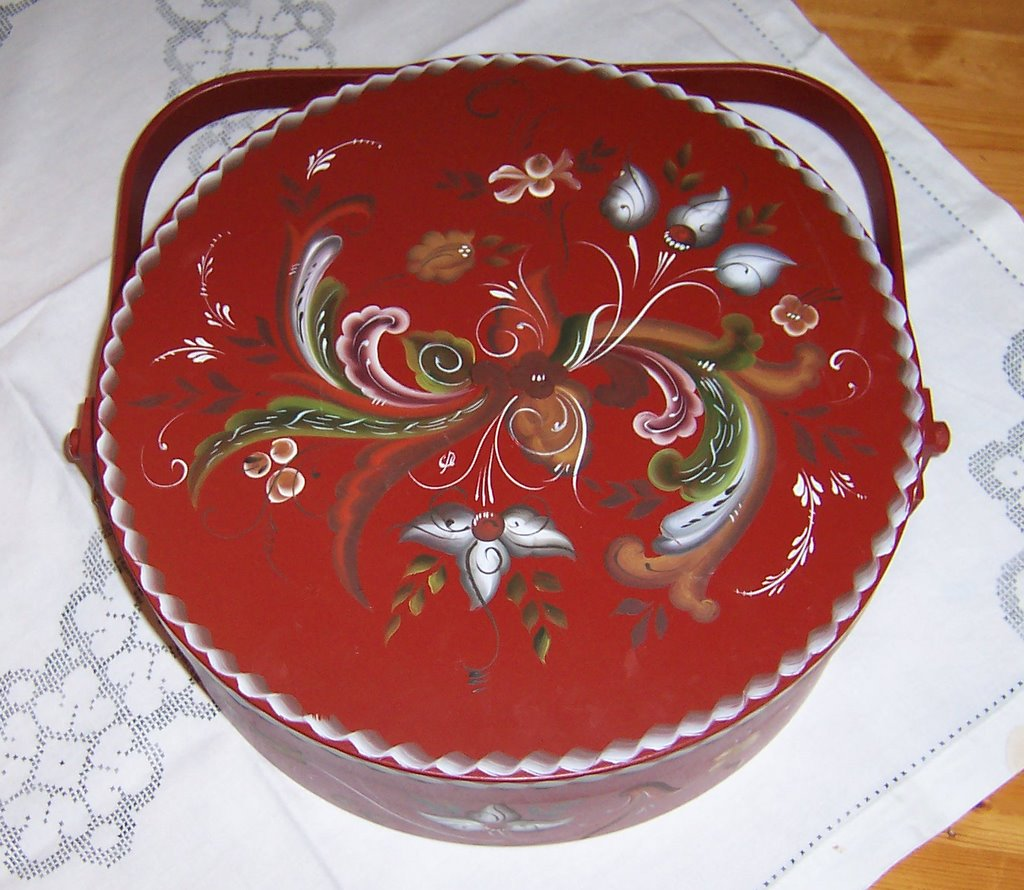
Doos met rosemåling

Rosemåling of Rosemaling (Noors: 'bloemenschilderen') is een vorm van decoratief schilderen die zijn oorsprong vindt in Noorwegen. De naam Rosemåling kan vanuit het Noors ook worden vertaald als decoratief (rosut, rosa) schilderen (a måle). Bij deze kunst worden objecten zoals servetringen en doosjes of meubilair zoals kasten en stoelen beschilderd met kleurrijke bloemmotieven. Voorwaarde is wel dat de beschilderde objecten van hout zijn. Om de verf te maken werd vroeger vaak gebruikgemaakt van natuurlijke grondstoffen zoals ijzeroxide dat een typische rode kleur geeft.

## Geschiedenis
Rosemåling ontstond in Noorwegen in de tweede helft van de 18e eeuw. De kunst ontstond niet bij de stedelijke bevolking maar juist op het platteland. Doordat de schilders vaak rondtrokken verspreidde Rosemåling zich snel over de rest van Noorwegen en ook naar buurland Zweden. Ook Noorse immigranten die naar de Verenigde Staten trokken namen de schilderkunst met zich mee. Rosemåling raakte uit de mode rond 1850 maar bleef een belangrijk onderdeel van Noorse cultuur. Ook tijdens de Tweede Wereldoorlog speelde Rosemåling een rol, het werd namelijk gebruikt om de verboden nationale symbolen van Noorwegen (letterlijk) te verbloemen en zo toch te gebruiken.

## Buitenlandse invloeden
Ook in andere Noord-Europese landen zoals Nederland en Duitsland kent men vormen van decoratief schilderen. In Nederland werden objecten, meubilair en ook gebouwen al in de Gouden Eeuw al beschilderd om rijkdom te tonen. Dit gebeurde ook als vorm van volkskunst, zoals in de Hindelooper schilderkunst. Veel Hollandse schilders zijn tijdens de Gouden Eeuw (en eerder) naar het buitenland, waaronder Noorwegen, getrokken om ook daar geld te verdienen met het decoratief schilderen. Op een indirecte wijze heeft dit de latere Rosemåling beïnvloed. Of er een directe link is tussen de Hindelooper schilderkunst en Rosemåling is echter niet bekend.

## Gebruik in media
In de populaire Disneyfilm Frozen uit 2013 komt Rosemåling ook voor. De locatie van de film Frozen, welke een inspiratie is vanuit het sprookje De sneeuwkoningin, van de Deense schrijver Hans Christian Andersen, is Noorwegen.